# 市村優汰
市村 優汰（いちむら ゆうた、2008年5月10日 - ）は、日本の俳優。東京都出身。
父は俳優の市村正親、母は女優の篠原涼子。

## 略歴
父である市村正親と一緒に舞台に立ち、家にいる時と舞台で役になりきっている時の父の違いを間近で見たときに、切り替えのすごさとかっこよさを感じ、父に憧れ芸能界入りを決める。
2016年、8歳の時に父・正親によるひとり芝居『市村座』で初舞台を踏む。
2021年、父・正親主演のミュージカル『オリバー!』で本格的に俳優デビューし、13歳で芸能界入り。
2022年、芸能事務所・ホリプロに所属。
2023年、『天狗の台所』（BS-TBS）でテレビドラマ初出演。
2024年、音楽劇『プリンス・オブ・マーメイド〜海と人がともに生きる〜』で舞台初主演を務める（石原颯也とWキャスト）。

## 人物
- 特技はヒップホップ、タップダンス、ジャズダンス、歌唱[4]。
- 趣味は手品、音楽鑑賞[4]。

## 出演

### 舞台
- 市村正親ひとり芝居『市村座』（2016年・2018年・2023年）[10]
- ミュージカル『オリバー!』（2021年9月30日 - 11月7日、東急シアターオーブ / 12月4日 - 14日、梅田芸術劇場メインホール） - スネイク 役（河内奏人とWキャスト）[5]
- 海の音楽劇『プリンス・オブ・マーメイド〜海と人がともに生きる〜』（2024年8月8日 - 12日、有楽町よみうりホール / 17日・18日、盛岡市民文化ホール） - 主演・タリク 役（石原颯也とWキャスト）[9]

### テレビドラマ
- 天狗の台所 第4話・第5話（2023年10月26日・11月2日、BS-TBS・BS-TBS4K） - 愛宕有意（14歳時） 役[8]
- 夫を社会的に抹殺する5つの方法 Season2（2024年1月10日 - 3月27日、テレビ東京） - 早川周 役[11]
- からかい上手の高木さん（2024年4月2日 - 5月21日、TBS） - 高尾 役[12]
- 民王R 第5話（2024年11月19日、テレビ朝日） - 克哉 役
- 藤子・F・不二雄 SF短編ドラマ シーズン3「タイムマシンを作ろう」（2025年3月25日、NHK BSプレミアム4K / 4月10日、NHK BS / 6月10日、NHK総合） - 松井勝 役[13][14]

### 配信ドラマ
- 夫を社会的に抹殺する5つの方法 Season2 エピソード0 第3話（2024年2月21日、TVer） - 早川周 役
- 無愛想男子は恋でヘラる（2025年1月16日、Viglooショートドラマ） - 主演・須藤タケル 役[15]

### 映画
- やがて海になる（2025年10月24日公開予定、ムービー・アクト・プロジェクト） - 和也（高校時代） 役[16][17]

### イベント
ランウェイ
- Rakuten GirlsAward 2023 A/W（2023年9月30日、千葉・幕張メッセ）[18]
- 第38回 マイナビ 東京ガールズコレクション 2024 S/S（2024年3月2日、東京・国立代々木競技場第一体育館）[19]
- Rakuten GirlsAward 2024 S/S（2024年5月3日、東京・国立代々木競技場第一体育館）[20]
- 第39回 マイナビ 東京ガールズコレクション 2024 A/W（2024年9月7日、埼玉・さいたまスーパーアリーナ）[21]
- Rakuten GirlsAward 2024 A/W（2024年10月19日、千葉・幕張メッセ）[22]